# Русский кадетский корпус-лицей имени императора Николая II в Версале

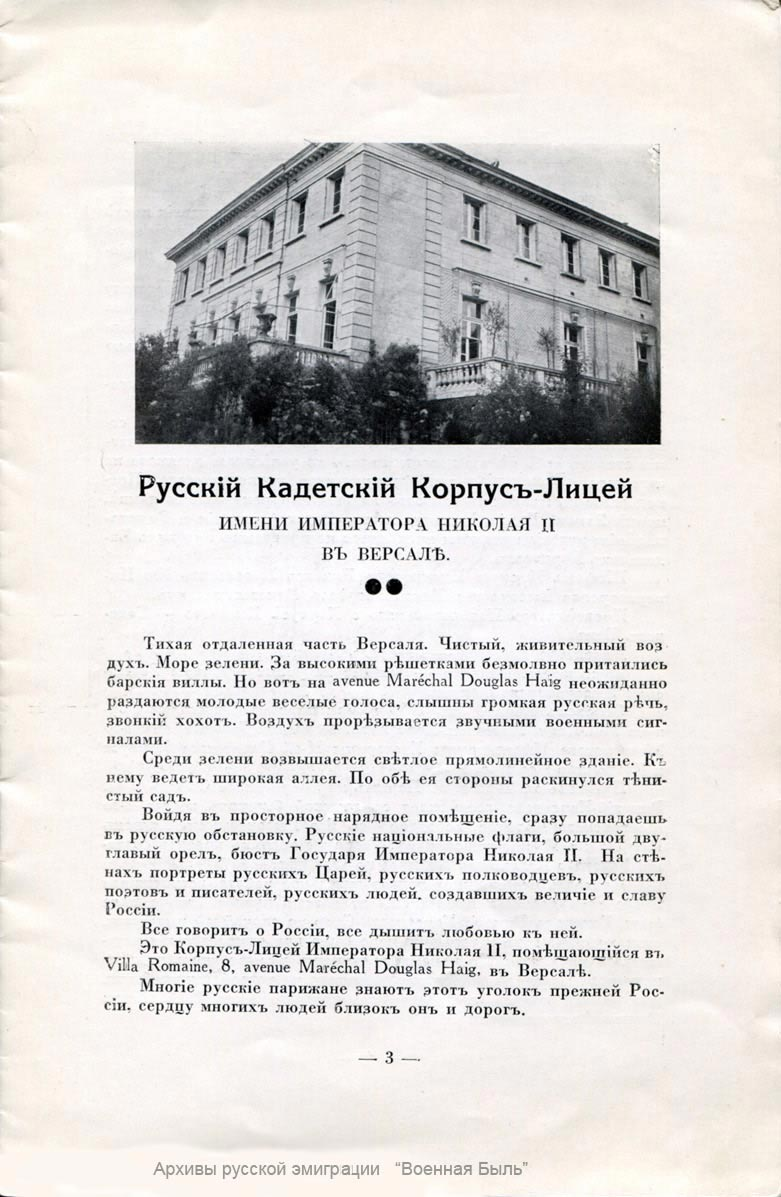
Кадетский корпус в Версале

Русский кадетский корпус-лицей имени императора Николая II (Версальский кадетский корпус) — русское начальное военно-учебное заведение, размещавшееся во Франции в 1930—1964 годы. Последнее военно-учебное заведение Белой эмиграции.

## История
Сформирован в 1930 году специальной попечительской комиссией, включающей Великого князя Гавриила Константиновича, Анастасия Андреевича Вонсяцкого и бывшего директора Крымского кадетского корпуса, генерал-лейтенантом Владимиром Римским-Корсаковым, который стал первым директором корпуса. Вонсяцкий А.А. оплатил съем внаем помещения и оклады преподавателям. Первый набор был из 32 человек. Корпус был расположен до 1937 года в Виллье-ле-Бем, затем до 1959 года в Версале, а до 1964 года в Дьепе.
Чтобы получить французский аттестат, кадеты должны были окончить 8-й класс во французской школе. Кадеты изучали русскую культуру, историю. С 1933 года корпус возглавлял генерал-майор Иеремия Враский. Корпус подчинялся РОВС. Также с 1935 шефство над ним взял князь Гавриил Константинович; корпус посещали представители Дома Романовых (Кирилл Владимирович и Владимир Кириллович). В 1938 году во время похорон великого князя и самопровозглашённого «императора всероссийского в изгнании» Кирилла Владимировича, присутствовал старший класс корпуса, стоя в строю со своим знаменем. В годы Второй мировой войны некоторые выпускники сражались на Восточном фронте против РККА, а некоторые участвовали в Движении сопротивления.
За все годы существования корпуса было произведено 10 выпусков. Только За 1937—1940 годы корпус выпустил 45 человек. В 1964 году корпус был закрыт.
Вскоре появилось объединение кадет кадетского корпуса-лицея имени Николая II. В 1997 году председатель объединения вице-фельдфебель Андрей Шмеман признал Второй Донской кадетский корпус Николая II преемником Версальского кадетского корпуса. В 2003 году в цикле документальных фильмов Никиты Михалкова последняя серия была посвящена Версальским кадетам, где были засняты тогда живущие кадеты. В 2004 году Андрей Шмеман получил от президента РФ Владимира Путина российское гражданство.

## Известные выпускники
- 1939 — Шмеман, Андрей Дмитриевич, видный деятель русской эмиграции во Франции.
- 1939 — Шмеман, Александр Дмитриевич, протопресвитер Православной Церкви в Америке, богослов, автор книг.
- архиепископ Серафим (Дулгов) (РПЦЗ).
- Лопатинский Игорь Александрович, председатель объединения партизан России и Франции